# Guaracha
La guaracha è un genere musicale e un ballo originario di Cuba, ha un tempo veloce ed è cantato. Questa parola ha assunto questo significato alla fine del XVIII secolo e l'inizio del XIX. Le guarachas erano rappresentate e suonate nei teatri musicali e nei saloon frequentati dai ceti bassi. Divenne una parte integrante del teatro comico Bufo nella metà del XIX secolo. Durante la fine del XIX secolo e l'inizio del XX le guarachas erano le forme musicali preferite nei bordelli della capitale. La guaracha sopravvive oggi nel repertorio di alcuni trova, dei conjuntos e nelle big band di stile cubano.

## Storia
Ebbe origine nell'ambito del teatro musicale (Bufo) e nei bordelli dell'Avana attorno alla metà del XIX secolo. I testi erano caratterizzati da un vasto utilizzo di espressioni gergali e si incentravano su eventi e personaggi legati all'attualità. Ritmicamente la guaracha comprende una serie di metri musicali, come 6/8 con 2/4.
Verso la metà del XX secolo lo stile della guaracha venne mutuato da alcuni cantanti e gruppi. I contenuti satirici dei versi erano inoltre adatti al son, e molte band inserirono nel proprio repertorio entrambi i generi. 
Oggi sembra non esistere più come genere musicale autonomo essendo stata ricompresa nel vasto novero espressivo della salsa. Ai migliori interpreti di musica cubana, cantanti capaci di destreggiarsi molto rapidamente con le liriche come Celia Cruz, Benny Moré e Orlando Guerra, viene però ancora attribuito il titolo di guarachero.

## La parolaguaracha
Sebbene la parola abbia origini spagnole, il suo uso in questo contesto è puramente cubano. Questi sono brani tratti dalle fonti, in ordine di data:
- La Gazeta de Barcelona menziona la guaracha in un numero pubblicitario dedicato alla musica[9] La prima comparsa della parola avviene nel #64, datato 11 agosto 1789, dove si legge "...otra del Sr. Brito, Portugues: el fandango, la guaracha y seis contradanzas, todo en cifra para guitarra...". Una citazione successiva avviene nel numero 83, del 15 ottobre 1796, in cui si fa riferimento a una "...guaracha intitulada Tarántula...".
- "Báile de la gentualla casi desuado" [danza per la gentaglia, un po' antiquato][10] Leal commenta così: " I bailes de la gentualla sono noti anche l'espressione bailes de cuna dove le persone di razze differenti ballano insieme. La guaracha impiega la struttura solista-coro, cioè i versi e i passaggi variano tra il solista e il coro, è comune l'improvvisazione, e i temi trattati nei testi riguardano i problemi quotidiani, impepati con artigianale arguzia."[11]
- "Una canción popular que se canta a coro... Música u orquesta pobre, compuesta de acordeón o guitarra, güiro, maracas, etc." [una canzone popolare in cui canta il coro... Orchestra e musica povere, composta da fisarmonica o chitarra, maracas, etc.][12]
- "Cierto género musical" [un particolare genere musicale][13]

Queste citazioni si riferiscono tutte alla musica; ma altre dello stesso tipo non sono altrettanto chiare. Il significato di guaracha talvolta è esteso e significa, in genere, divertirsi.

## Guaracha come ballo
Ci sono poche testimonianze che ci indicano come era il ballo legato alla guaracha. Alcune incisioni del XIX secolo suggeriscono che si trattasse di un ballo di coppia, non con una sequenza di passi vincolati come la contradanza. Il prototipo di ballo a coppie indipendenti è il valzer. La danza creola a coppie indipendenti, ballata a Cuba della quale abbiamo conoscenza certa è il danzón. Se la guaracha è un ballo precedente sarebbe interessante poterlo studiare dal punto di vista della storia della danza

## Guarachas nel teatrobufo
Durante il XIX secolo, il teatro bufo, con la sua forte comicità, i suoi personaggi creoli e le sue ghuarachas, giocava un ruolo importante nell'emancipazione degli schiavi e nell'indipendenza di Cuba. Hanno svolto una parte importante, da una parte criticando le autorità e ridicolizzando figure pubbliche, dall'altra supportando i rivoluzionari. La satira e la comicità sono armi forti per soggiogare le persone.
Nel 1869 nel Teatro Villanueva a L'Avana era in scena un bufo anti-spagnolo, quando alcuni soldati spagnoli attaccarono il teatro, uccidendo una decina di patroni. Si stava combattendo la Guerra dei dieci anni, da quando, l'anno precedente, Carlos Manuel de Céspedes aveva liberato i suoi schiavi e aveva dichiarato l'indipendenza di Cuba.
Gli animi si riempirono di sentimenti di indipendenza, il governo coloniale e i ricchi mercanti spagnoli reagirono. Non era la prima volta (e non fu l'ultima) che politica e musica si intrecciavano. Le rappresentazioni bufo furono chiuse per alcuni anni in seguito a questo fatto.
Nei bufo l'inizio della guaracha dipendeva dall'autore: i guaracheros entravano indossando camicie colorate, pantaloni bianchi e stivali, con un fazzoletto in testa, le donne indossavano camicie bianche. In generale la guaracha si sviluppava in un dialogo tra il tiple, il tenore e il coro. Il periodo di maggior fama di questo genere fu l'inizio del XX secolo nel teatro Alhambra a L'Avana, dove si susseguirono compositori come Jorge Anckermann, José Marín Varona e Manuel Mauri che scrisse canzoni per il noto cantante Adolfo Colombo. Molti trova scrissero guarachas: Pepe Sánchez, Sindo Garay, Manuel Corona, e, più tardi, Ñico Saquito.

## Canzoni
L'uso delle canzoni nel teatro musicale è comune, ma il loro uso nella musica da ballo popolare non era così comune tra il XVIII e il XIX secolo. Solo l'habanera aveva le canzoni, e la guaracha è antecedente all'habanera di un paio di decenni. Perciò la guaracha è la prima danza creola cubana che include un cantante.
Il Diario de la Marina del 1868 dice: "La troupe di bufo ha uno squisito e vasto repertorio di guarachas, con il quale rallegra il pubblico, meglio delle cenzoni italiane." I testi sono pieni di modi di dire, di eventi e persone presenti nelle notizie. Ritmicamente, la guaracha presenta una serie di combinazioni come i 6/8 con 2/4.
Alejo Carpentier cita alcuni versi di guaracha per illustrarne lo stile:
Mi marido se murió,
Dios en el cielo lo tiene
y que lo tenga tan tenido
que acá jamás nunca vuelva.
(Mio marito è morto,
Dio lo tiene in paradiso;
Se lo tenga così bene
Che non torni mai più!)
No hay mulata más hermosa.
más pilla y más sandunguera,
ni que tenga en la cadera
más azúcar que mi Rosa.
(Non c'è mulatta più bella,
più maliziosa e peperina,
nessuno che abbia nei fianchi
più zucchero della mia Rosa!)

## Guaracha nel XX secolo
Durante la metà del XX secolo, questo stile fu riproposto dai conjuntos e dalle big bads come musica in controtempo. Molti musicisti trova, come Manuel Corona (che lavorava in un bordello a L'Avana), compose e cantò guarachas per mediare tra bolero e canción. Ñico Saquito fu un importante cantante e compositore di guarachas. Il contenuto satirico delle canzoni si combinava bene anche con il ritmo del son, così molti gruppi cominciarono a suonare entrambi i generi. Oggi non esiste più la forma specifica della guaracha, che viene assorbita dal vasto movimento della salsa.

### Guaracha a Puerto Rico
Durante il XIX secolo, i gruppi musicali arrivarono a Puerto Rico da Cuba, portando con loro gli stili cubani, come il son e la guaracha. Successivamente, la guaracha sviluppò uno stile tutto suo a Puerto Rico e divenne parte dei costumi portoricani.
Questo stile di salsa fu caratterizzata da Cortijo y su Combo, Ismael Rivera e Myrta Silva, una cantante de La Sonora Matancera meglio nota come "La Reina de la Guaracha". Le canzoni sono cantate da un solista o da un duo, accompagnate dal coro. La parte strumentale comprende il güiro e la chitarra e il cuatro portoricano, insieme ad altri strumenti simili a quelli che troviamo in un conjunto cubano.